# Catapicephala kurahashii
Catapicephala kurahashii är en tvåvingeart som beskrevs av Tumrasvin och Tadao Kano 1977. Catapicephala kurahashii ingår i släktet Catapicephala och familjen spyflugor.
Artens utbredningsområde är Thailand. Inga underarter finns listade i Catalogue of Life.